# Польский поход Ярослава Мудрого
Поход Ярослава Мудрого на Польшу — военный поход, предпринятый в 1030—1031 годах киевским князем Ярославом Владимировичем совместно с братом Мстиславом. В результате похода Руси были возвращены Червенские города, захваченные польским королём Болеславом I после его похода на Киев в 1018 году.

## Предыстория
Червенские города, расположенные на крайнем западе Волынской земли на границе владений Руси и Польши, длительное время являлись предметом раздоров. В состав Руси они были включены в 981 году киевским князем Владимиром Святославичем. По сообщению Повести временных лет:

«Иде Володимер к ляхомъ и зая грады ихъ: Перемышль, Червенъ и ины городы, иже суть до сего дне подъ Русью».

В 1018 году, воспользовавшись междоусобицей, начавшейся между детьми Владимира, князь Польши Болеслав I, поддерживая своего зятя Святополка, захватил Киев. Вскоре он ушёл из столицы и покинул Русь, забрав с собой множество трофеев. Червенские города с этого момента перешли к Польше. Неизвестно, были ли они завоёваны или получены в качестве платы за союзничество. В 1022 году Ярослав ходил походом на Берестье, которое, вероятно, на тот момент тоже находилось в польских руках.
После победы над Святополком и его гибели (1019) киевский князь Ярослав помирился со своим предпоследним оставшимся в живых братом — черниговским и тмутараканским князем Мстиславом Владимировичем (1024). Братья разделили владения по Днепру.
В 1025 году Болеслав I Храбрый (в этом же году коронованный первым польским королём) умер. Польша погрузилась в междоусобную войну. Она началась между сыновьями Болеслава: Мешко II и двумя его братьями Безпримом и Оттоном. Как ранее Болеслав помог Святополку, князь Ярослав решил воспользоваться сложившейся ситуацией и предоставил убежище Оттону, получив, тем самым, удобный повод для войны. Ещё более благоприятным обстоятельством было то, что Мешко с 1028 года начал войну с Германией. Безприм бежал в Германию и на аналогичных условиях получил поддержку от императора Конрада II.

## Военные действия
В 1030 году Ярослав двинулся на Волынь и взял город Белз.
В «Истории Российской» Василия Татищева есть более подробное описание этих событий, чем в сохранившихся летописях:

«6538 (1030). Ярослав ходил на поляк и, победя город Белжу и другия, что прежде Болеслав побрал, взял и, много полона польскаго приведши, по городам поселил»

В следующем 1031 году Ярослав, объединив силы с Мстиславом, предпринял более крупный поход, захватив все Червенские города, ранее захваченные Болеславом. Русские князья также взяли множество польских пленных, которые были приведены на Русь. Свою половину пленных Ярослав расселил по реке Роси.
В «Повести временных лет» сообщается:

«В лето 6539. Ярослав и Мстислав идостана Ляхы, и заяста грады Червенския опять и повоеваста Лядцкую землю, и многы ляхи приведоста и разделивша я. Ярослав посади я по Рси, и суть и до сего дни».

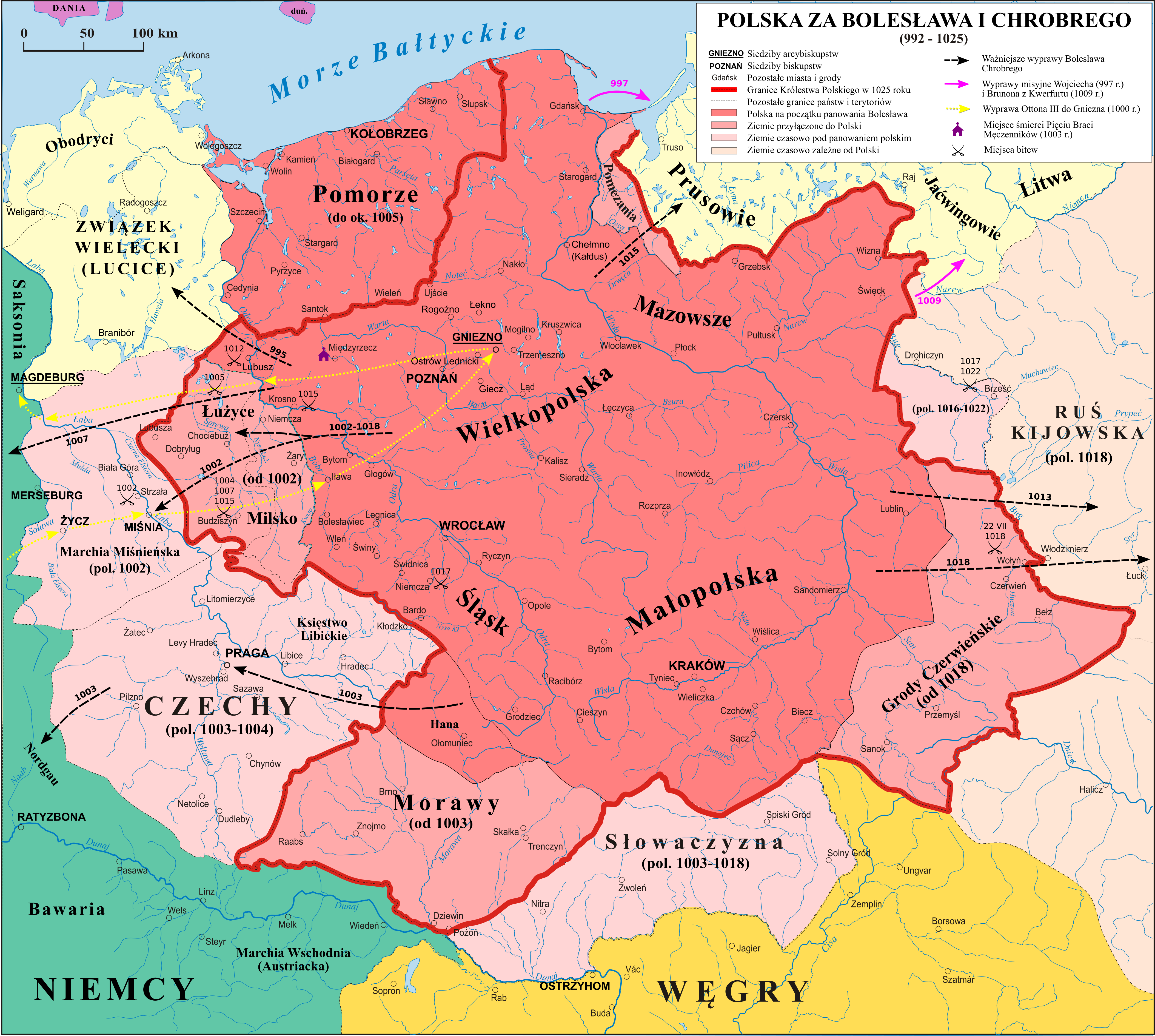
Польша в 1025 году

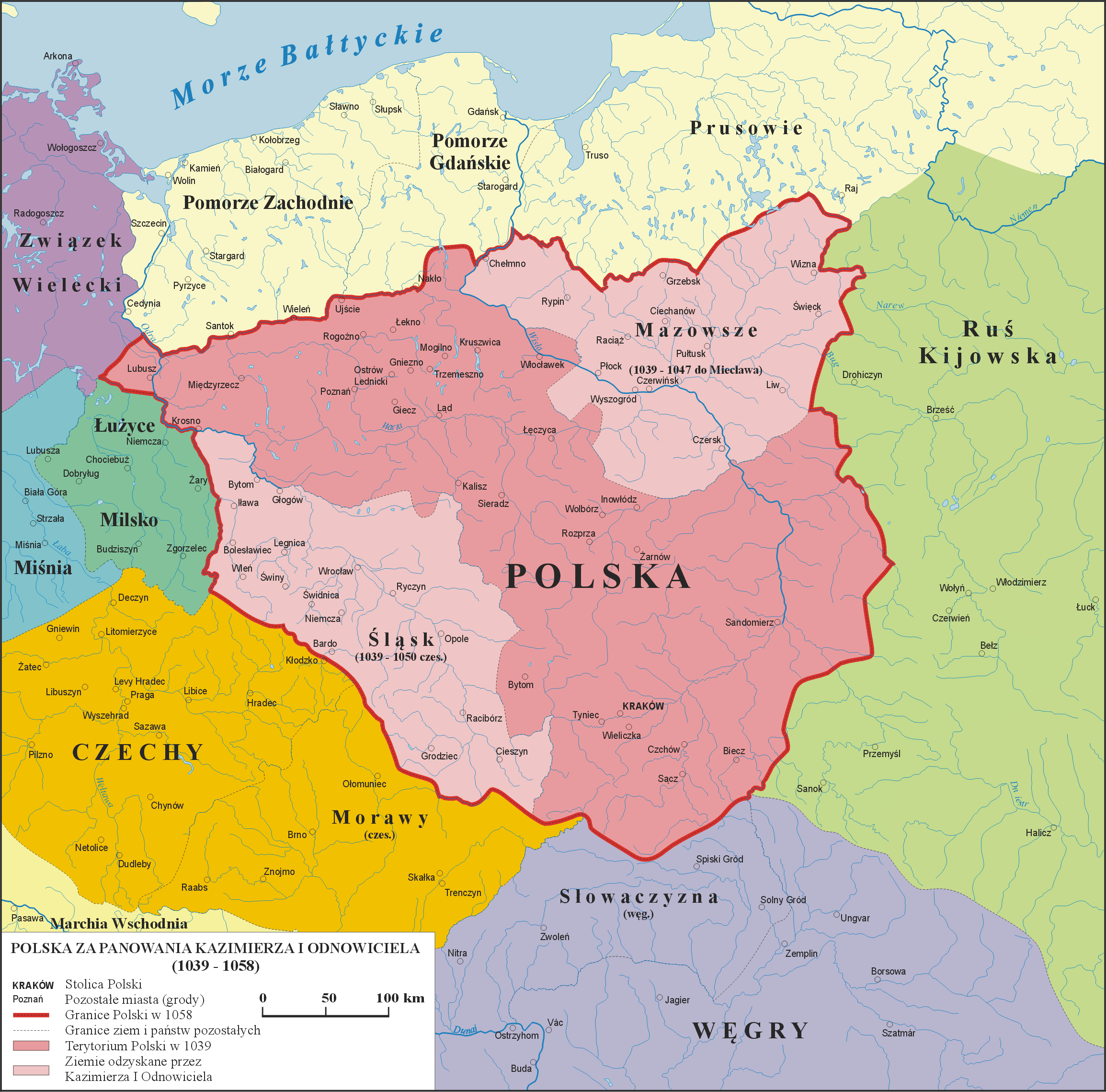
Польша после войны

Русские князья, овладев Червенскими городами, не думали, однако, ограничиться только одним этим успехом. Они продолжали продвигаться вглубь Польши. Дело клонилось к свержению Мешко II и переходу власти к Безприму, что должно было упрочить русское политическое влияние в стране.
Одновременно в Польшу вторглось войско во главе с германским императором Конрадом II. Обе стороны (русская и немецкая) пришли к договорённости о смещении с польского престола Мешко II и утверждения там Безприма. Оттон получил в удел Силезию, но остался этим недоволен и вскоре перешёл на сторону Мешко.
Випон, капеллан императора Конрада II, в своём труде сообщал о польской междоусобице следующее:

«Умирая …герцог поляков Болеслав оставил двоих сыновей — Мешка и Оттона. Мешко преследовал своего брата Оттона и изгнал его на Русь. Бедствуя, тот провёл там некоторое время, после чего начал искать милость императора Конрада, чтобы с его содействием и помощью вернуть себе власть на родине. Согласившись сделать это, император решил, что сам он с войском двинется с одной стороны, а с другой — брат Мешко Оттон».

Судя по словам биографа Конрада II Випона, одновременное выступление Руси и Империи не было результатом случайного стечения обстоятельств. Наметившийся еще в 1017 году союз Руси и Империи против Древнепольского государства, благодаря активной деятельности изгнанных братьев польского короля (Випон упоминает, правда, только Оттона), в 1031 году стал фактом.
В результате одновременного военного нападения Империи, Руси и Чехии Древнепольскому государству было нанесено сокрушительное поражение. Старшему сыну Болеслава Храброго, Безприму, которого отец отстранил от наследства, удалось временно овладеть властью.
Мешко бежал в Чехию. Он вернулся на престол в 1032 году. Взамен ему пришлось отказаться от королевского титула и пойти на территориальные уступки всем своим соседям. Германия присоединила к себе Лужицу, Чехия — Моравию и Силезию, Русь — Червенские города.

## Последствия
В 1031 году, после победоносного похода Ярослав Мудрый основал на вновь присоединённых землях новый город, названный его именем — Ярослав. После смерти Мешко II в 1034 году, в Польше наступил затяжной кризис, вызванный массовыми языческими восстаниями и фактическим распадом страны. Древнепольское государство как единый политический организм перестало существовать. Лишь к середине 1040-х в Польше при поддержке Ярослава Мудрого наступил порядок.
Сложившаяся русско-польская граница оставалась стабильной вплоть до XIII века. Международное положение Руси укрепилось. Русско-польские отношения впоследствии нормализовались. В 1042 году польский король Казимир взял в жены сестру Ярослава — Марию, ставшую польской королевой Добронегой. Этот брак был заключён параллельно с женитьбой сына Ярослава Изяслава на сестре Казимира — Гертруде.